# しぇいくしぇいく!
『しぇいくしぇいく！』は、ボンびぃボンボン!から1991年12月に発売されたアダルトゲームである。
本作はディスク2枚組で構成されており、1枚目はクイズパートであり、2枚目はCG集である。美女姉妹4人とのクイズ対決が描かれ、連続で正解すると彼女たちの妹であるマミから電話番号とパスワードを教えてもらい、2枚目のCG集でそれらを入力するとご褒美CGが表示されるほか、電話番号に実際にかけることで音声が流れる仕組みとなっていた。
本作の売り上げは2000本と好調だったものの沙織事件のあおりを受けて販売中止を余儀なくされ、1年ほど後の1992年12月に『しぇいくしぇいく! 1・2 完璧版』として再発売された。

## あらすじ
しぇいくしぇいく!
ある日、主人公はマミという女性をナンパしたところ、電話番号と引き換えに4人の姉ケイコ、リョーコ、ナミコ、アヤを性的に楽しませるよう挑発される。
しぇいくしぇいく!2
ある日、バイトで帰宅した主人公はゲーム会社「パンティ」の代表から電話を受ける。代表は友人のマミから主人公をやっつけるよう頼まれたと話す。かくして、主人公は代表の4人の部下であるミュージシャンのHAL、グラフィッカーの夏子、シナリオライターのあき、そしてプログラマーの冬美を倒すはめになった。

## 制作

### 背景
電材商社の一社員だった馬場隆博は、自宅に届いた成人向けのダイレクトメールを見てアダルトの分野に興味を持つようになったうえ、友人であるUYE!からアダルトゲームの存在を知らされた。馬場は日本橋にて購入した『天使たちの午後』と『沙織 -美少女達の館-』を研究し、プログラミングの技を生かしてアダルトゲームの開発に踏み切った。

### 開発
馬場は、たくさんのシナリオを書きたくないと考え、クイズゲームを作ることにした。当時のクイズゲームのようにたくさんの問題を用意することができなかったため、ゲームの進行条件を回答率ではなく連続正解数にした。また、他にはない要素を取り入れるために着信専用の電話回線を数本引き、ご褒美アニメを見ながら電話から流れてくる音声を聞けるようにした。
音楽はUYE!が手がけた。